# Atuna indica
Atuna indica là một loài thực vật thuộc họ Chrysobalanaceae. Đây là loài đặc hữu của Ấn Độ.